# Eol (Helsinki)
Eol est un l'un des bâtiments historiques du quartier de Katajanokka à Helsinki en Finlande.

## Présentation
Le bâtiment est construit en 1903 selon les plans de Gesellius-Lindgren-Saarinen.